# ゾメバザム
ゾメバザム（英：Zomebazam）は、ヘキストにより製造された抗不安薬としての作用を有するピラゾロジアゼピノン誘導体である。ラゾバザムやゾメタピンと構造的に関連している。

## 合成
N,2,5-トリメチル-4-フェニルジアゼニルピラゾール-3-アミン(1)をラネーニッケル上で接触水素化すると、4-アミノ-1,3-ジメチル-5-メチルアミノピラゾール(2)が得られる。塩化メチルマロニル(3)で処理すると、4-α-エトキシカルボニルアセチルアミノ-1,3-ジメチル-5-メチルアミノピラゾール(4)が得られる。塩基触媒によるラクタム化により(5)が得られる。Goldberg reactionにより、ゾメバザム(6)の合成が完了する。

ゾメバザムの合成